# Búrfell (Hafnarfjörður)
Pour les articles homonymes, voir Búrfell.
La Búrfell, toponyme islandais signifiant « la montagne du cellier », est un petit cratère volcanique du Sud-Ouest de l'Islande, au sud de Reykjavik. Peu proéminent, ce cône de scories est égueulé vers l'ouest en une brèche dans le rempart du cratère par laquelle s'est échappé une coulée de lave qui a laissé dans le paysage un chenal de lave, la Búrfellsgjá, de quelques centaines de mètres de longueur en direction du nord-ouest, vers Hafnarfjörður. Un sentier de randonnée au départ de la route 408 et qui emprunte le fond de ce chenal de lave fait de la Búrfell une destination populaire de balade.

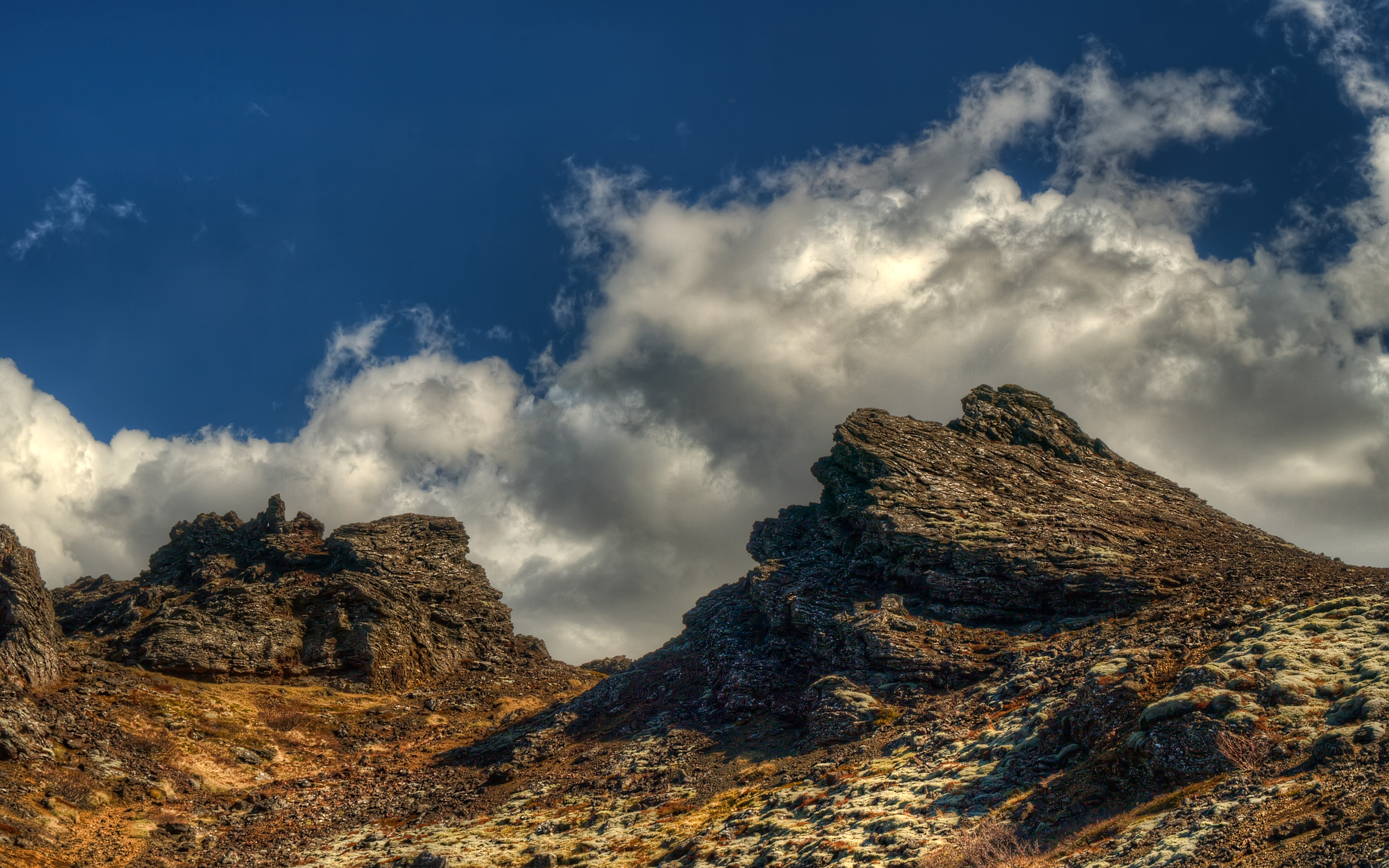
Paysage de la Búrfell.